# Louhelansaari
Louhelansaari är en ö i Finland. Den ligger i sjön Suomunjärvi och i kommunen Lieksa i den ekonomiska regionen  Pielinen-Karelen  och landskapet Norra Karelen, i den östra delen av landet, 400 km nordost om huvudstaden Helsingfors. Öns area är 22,8 hektar och dess största längd är 1,2 kilometer i sydöst-nordvästlig riktning.